# École ouvrière supérieure
Pour les articles homonymes, voir EOS.
L'École ouvrière supérieure (EOS) est une école d'enseignement supérieur fondée en 1921 à Bruxelles. Sa fondation et son existence sont étroitement liés au mouvement ouvrier socialiste laïque belge notamment à travers le soutien du Parti ouvrier belge.

## Histoire
L'école ouvrière supérieure est fondée en 1921 à Bruxelles comme branche francophone de l'enseignement supérieur. Son organisme fondateur principal est la Centrale d’éducation ouvrière,.
L'EOS est soutenue financièrement par le Parti ouvrier belge et des organisations socialistes.
Les missions fondatrices de l'EOS sont claires : 
«On essayera de former non pas des savants, mais des hommes et des femmes sachant unir la pensée et l’action, des caractères trempés pour les responsabilités d’à présent, ayant une conception plus haute et plus noble de la vie.» 
L'objectif premier de l'école est de donner une formation théorique, économique, social et politique aux cadres du mouvement socialiste.
Ce sont les organisations socialistes de l'époque qui proposent à des affiliés de suivre les cours à l'EOS afin de se doter d'une formation théorique qui leur sera utile dans leurs activités syndicales et politiques quotidiennes. S'adressant à des adultes, la pédagogie proposée est innovante.
La condition pour suivre le programme de formation de l'EOS est la suivante : les étudiants doivent être entrés dans le monde du travail à 13 ou 14 ans. La plus grande partie de ces derniers provient des syndicats, des coopératives, des mutualités, d'organisations politiques, d'associations d’action éducative et culturelle.
La plupart des enseignants de l'école vient des différentes organisations socialistes mais également de l’Université libre de Bruxelles (ULB). 
Parmi les cours proposés dès ses débuts on retrouve l'histoire économique et sociale de la Belgique, l'économie industrielle de Belgique, l'économie financière, etc. 
D'une formation syndicale et politique, à l'origine, l'EOS va proposer ensuite un cursus d'assistant social. Elle est alors « reconnue comme un établissement d'enseignement non confessionnel laïque officiellement agréé par l'Etat et subventionné par la Communauté française »  (Fédération Wallonie-Bruxelles à partir de 2011). 
Le Guide social de Belgique mentionne en 2014 à son sujet : « Depuis ses origines, elle a permis à des centaines de travailleurs et de jeunes de parfaire leur formation, afin d'améliorer leurs interventions comme agents des services sociaux et/ou militants de l'action sociale.»

## Enseignement actuel
En 1996, l'EOS va être l'une des fondatrices de la Haute École libre de Bruxelles - Ilya Prigogine (HELB-Prigogine), devenant la catégorie sociale de cette haute école bruxelloise.
Cette haute école propose deux bacheliers professionnalisants :
- Le bachelier « assistant social[5] »
- Le bachelier « écologie sociale[6] »

## Personnalités liées
Parmi les anciens professeurs de l'École ouvrière supérieure on retrouve notamment : Boris-S. Chlepner (Université libre de Bruxelles), Guillaume Des Marez, Léon Delsinne (directeur de 1921 à 1945), Jean Nihon (diplômé de l'EOS en 1924, directeur à partir de 1945), Yvonne Volkaert (première promotion de l'EOS, 1921-1922), la militante et avocate socialiste (puis communiste) Isabelle Blume, Franz Bridoux (ancien résistant, déporté, diplômé en 1958, puis enseignant et directeur de 1966 jusque dans les années 1990), l'avocat Michel Graindorge, Merry Hermanus, Georges Francou, Ita Gassel, Hélène Denis-Bohy, Jo Milants...

## Association des Anciens et des amis de l'École ouvrière supérieure - HELB-Prigogine
En février 2009, afin de faire perdurer la mémoire idéologique et les pratiques sociales de l'École ouvrière supérieure l'association des Anciens et des amis de l'École ouvrière supérieure - HELB-Prigogine est fondée . 